# رسم هيكلي

مثال على الأبعاد في الرسم الفني.

الرسم الهيكلي هو نوع من الرسم الهندسي وهو عبارة عن خطة أو مجموعة من الخطط لكيفية بناء مبنى أو هيكل آخر. يتم إعداد الرسومات الهيكلية بشكل عام من قبل المهندسين الهيكلين أو المعماريين المحترفين ويتم إعطاؤهم الرسومات الهندسية.

## نبذة
يقوم الرسم الهيكلي بتحديد حجم وأنواع المواد التي سيتم استخدامها الا انها لا تتناول التفاصيل المعمارية مثل التشطيبات السطحية أو جدران التقسيم أو الأنظمة الميكانيكية. الرسومات الهيكلية تنقل تصميم هيكل المبنى إلى الجهات المعنية أو المسئولية للمراجعة حيث أنها أصبحت جزءا من الهيكل وتصنيعه وتركيبه.